# سیارک ۱۳۱۷۶
سیارک ۱۳۱۷۶ (به انگلیسی: 13176 Kobedaitenken، نامگذاری:1996HE1) سیزده هزار و صد و هفتاد و ششمین سیارک کشف شده‌است که در ۲۱ آوریل ۱۹۹۶ کشف شد.
قدر مطلق سیارک برابر ۴۶.۷ است.